# Le Livre noir (film)
Pour les articles homonymes, voir Livre noir.
Pour plus de détails, voir Fiche technique et Distribution.
Le Livre noir (sorti sous les titres Sous la terreur en Belgique, Reign of Terror et The Black Book,) est un film américain d'Anthony Mann sorti en 1949 et se situant sous la Révolution française.
Ce film historique en costume utilise les dispositifs de l'intrigue, le type des personnages et les techniques stylistiques d'un film noir, ainsi que l'atmosphère du thriller.

## Synopsis
Charles d'Aubigny est envoyé en France par La Fayette pour comploter avec Barras afin que Robespierre ne puisse devenir dictateur. Il doit pour cela prendre l'identité du bourreau Duval, après avoir tué ce dernier. Sous ce nom, il rencontre Robespierre qui lui révèle qu'il a consigné une liste noire des ennemis de la France dans un petit livre. Ce livre attise les convoitises de Fouché, qui se met à surveiller d'Aubigny pensant qu'il pourrait le mettre sur la piste de l'opuscule. D'Aubigny se met en contact avec les partisans de Barras et retrouve Madelon avec qui il a eu une relation avant la Révolution. 
Saint-Just méfiant envers d'Aubigny et ne croyant pas qu'il soit Duval, fait arrêter Barras et tente de confondre le faux Duval en le confrontant à sa vraie épouse, mais informée du piège, Madelon prend sa place. Après plusieurs péripéties d'Aubigny retrouve le livre qui n'avait pas été volé mais caché par Robespierre dans une salle secrète, il a confirmation qu'il contient la liste des ennemis du dictateur. Fouché tente de s'emparer du livre, mais après une lutte entre les deux hommes, d'Aubigny s'enfuit avec, et accompagné de Madelon, ils se réfugient tous deux dans une ferme, poursuivis par des hussards dirigés par Saint-Just. Ceux ci trouvent la ferme et s'emparent de Madelon, tandis que d'Aubigny réussit à échapper à ses poursuivants. 
Il rejoint Paris avec le livre qu'il communique au partisans de Barras. Au même moment Robespierre fait un discours à la Convention où il accuse Barras. Le livre circule entre les mains des députés assemblés, qui à leur tour accusent Robespierre de vouloir la dictature, celui-ci prend la fuite et se réfugie dans son bureau. Les députés et le peuple en forcent l'entrée, et tandis que Robespierre tente de les convaincre et de retourner la situation, un soldat sur ordre de Fouché, lui tire une balle au visage. D'Aubigny retrouve Madelon qui avait été torturée dans une pièce secrète, Robespierre est exécuté par la guillotine.

## Fiche technique
- Titre original : Reign of Terror
- Titre alternatif : The Black Book
- Titre français : Le Livre noir
- Réalisation : Anthony Mann

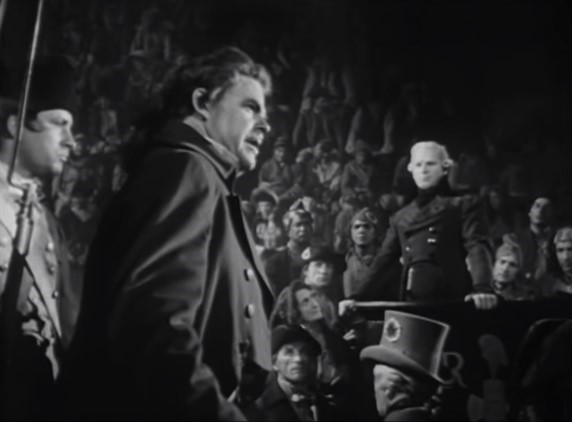
Danton (Wade Crosby, au premier plan) face à Robespierre (Richard Basehart, à l'arrière-plan, à droite).

- Scénario : Aeneas MacKenzie, Philip Yordan
- Direction artistique : William Cameron Menzies, Edward Ilou
- Décors : Armor Marlowe, Al Orenbach
- Costumes : Jay Morley
- Photographie : John Alton
- Son : John R. Carter
- Musique : Sol Kaplan
- Montage : Fred Allen
- Production : William Cameron Menzies
- Production associée : Edward Lasker
- Production déléguée : James T. Vaughn
- Société de production : Walter Wanger Productions
- Société de distribution : Eagle-Lion Films
- Pays de production :  États-Unis
- Langue originale : anglais
- Format : Noir et blanc — 35 mm — 1,37:1 — Son Mono (Western Electric Sound System)
- Genre : drame historique
- Durée : 89 minutes
- Dates de sortie : 
  - États-Unis : 16 juin 1949 (première mondiale à La Nouvelle-Orléans)
  - France : 21 juin 1950

## Distribution

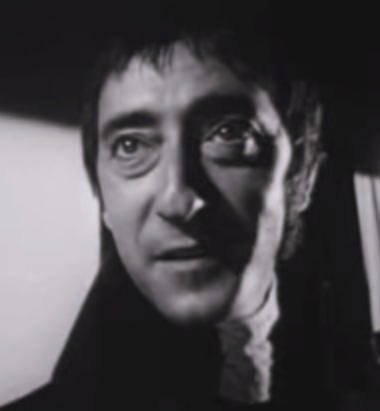
Arnold Moss dans le rôle de Fouché.

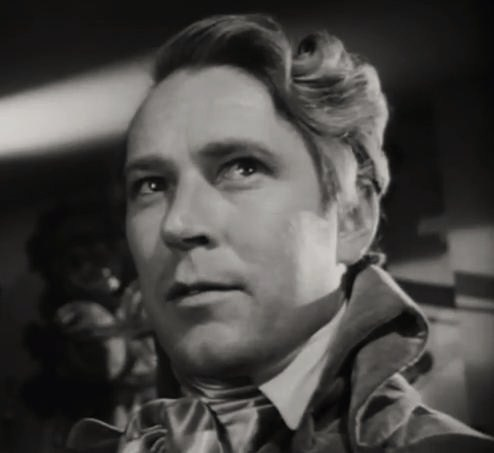
Jess Barker dans le rôle de Saint-Just.

- Robert Cummings : Charles d'Aubigny
- Richard Basehart : Maximilien de Robespierre
- Arlene Dahl : Madelon
- Richard Hart : Paul Barras
- Arnold Moss : Fouché
- Norman Lloyd : Tallien
- Charles McGraw : le sergent
- Beulah Bondi : la grand-mère Blanchard
- Jess Barker : Saint-Just
- Russ Tamblyn : Pierre, fils aîné de Pierre Blanchard
- John Doucette : Pierre Blanchard, un fermier
- Dan Seymour : l'aubergiste
- Victor Kilian : le geôlier
- Georgette Windsor : Cécile
- William Challee : Bourdon
- Wade Crosby : Danton
- Frank Conlan : le garde
- Ellen Lowe : Marie Blanchard
- Wilton Graff : La Fayette
- Charles Gordon : Duval
- Shepperd Strudwick : Napoléon Bonaparte
- Clancy Cooper (non crédité) : un garde de Saint-Just

## Édition vidéo
Le film sort en France en DVD le 6 mars 2012.